# Список заслуженных мастеров спорта России по скалолазанию
Звание «заслуженный мастер спорта России» введено в 1992 году; первыми заслуженными мастерами спорта России по скалолазанию стали в 2007 году Татьяна Руйга и Владимир Нецветаев из Красноярска — воспитанники Рудольфа Руйги.

## Список

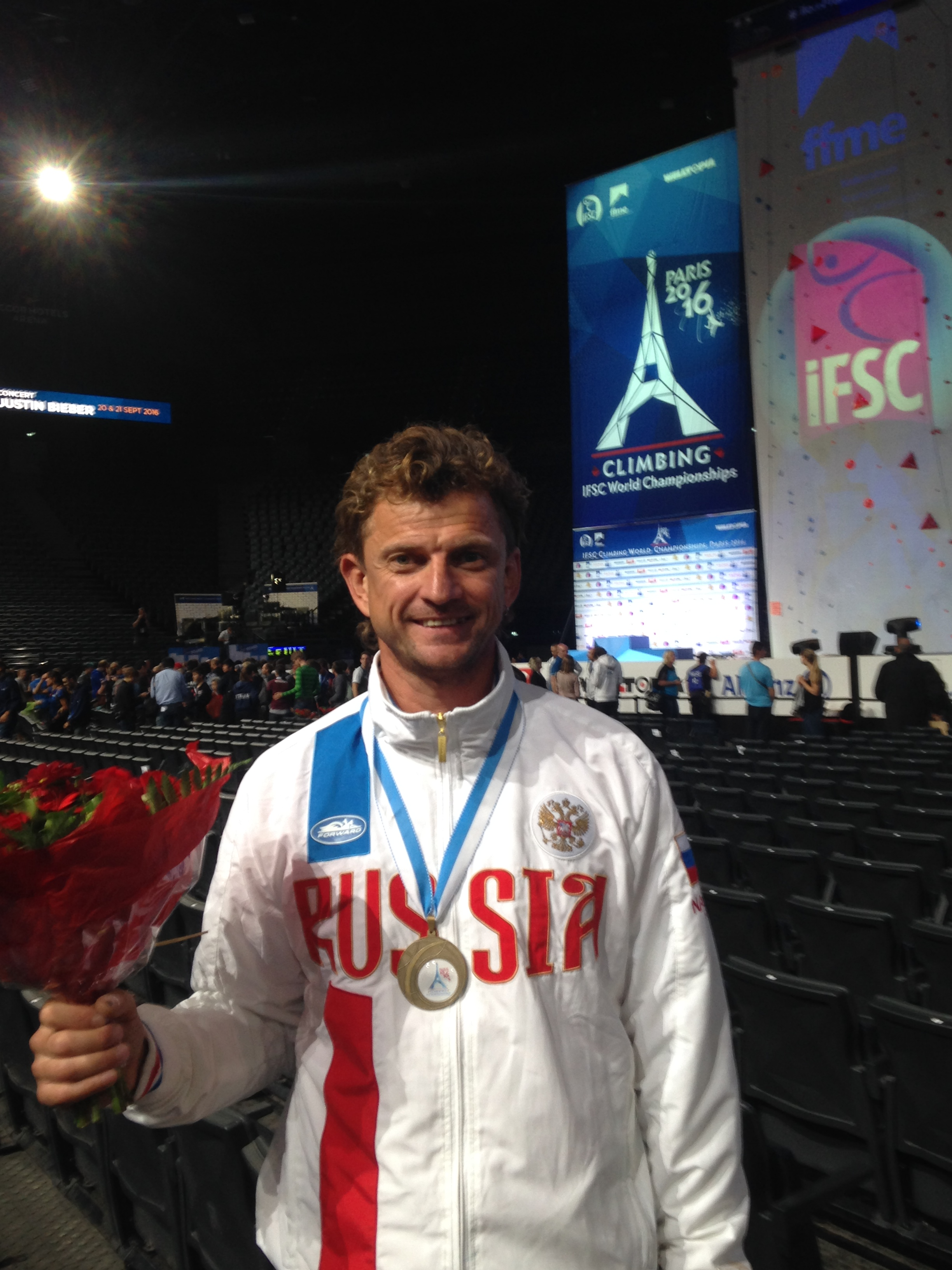
Владимир Нецветаев, 2016 год

В списке у каждого ЗМС указываются:

 год рождения (или годы жизни);

 место жительства (субъект федерации) на момент присвоения звания;

 основные достижения на международной арене на момент присвоения звания. 

### 2007
31 января
- Нецветаев, Владимир Венедиктович (1970; Красноярский край) — чемпион мира 1993 (первый в истории СССР и России), серебряный призёр ЧМ 1999, КМ 1998, бронзовый призёр ЧМ 1995 в лазании на скорость.
- Руйга, Татьяна Рудольфовна (1978; Красноярский край) — чемпионка мира 1997, обладательница КМ 2004, 2006, серебряный призёр ЧМ 2003, ЧЕ 2000 в лазании на скорость.

Звание было присвоено двум из трёх спортсменов, выполнившим нормативы положения 2001 года (прекратило действовать в январе 2007 года), согласно которому в неолимпийских дисциплинах звание присваивалось:
- 2-кратным победителям чемпионата мира или 3-кратным победителям чемпионата Европы;
- по совокупности результатов — победителям и 2-кратным призёрам чемпионата мира, или 2-кратным победителям и призёрам чемпионата Европы, или 2-кратным победителям Кубка мира и призёрам чемпионата мира[прим 1].

Нецветаев выполнил норматив ещё в 1999 году, Руйга и Вайцеховский (стал ЗМС в 2010 году уже по новому положению) — в 2006 году.

### 2008
22 декабря
- Бибик, Ольга Николаевна (1976; Красноярский край) — чемпионка мира 1993 (первая в истории СССР и России), бронзовый призёр ЧМ 1997 в лазании на скорость; чемпионка Европы 2004, обладательница КМ 2006, серебряный призёр КМ 2003—2005, бронзовый призёр ЧМ 2007 в боулдеринге.

### 2010
9 февраля
- Вайцеховский, Евгений Владимирович (1986; Республика Башкортостан) — чемпион мира 2005, Европы 2006, 2008, обладатель КМ 2005, 2006, 2008, серебряный призёр КМ 2004, 2007 в лазании на скорость.
- Рахметов, Салават Кипаевич (1967; Республика Башкортостан) — чемпион мира 1995, серебряный призёр ЧЕ 2002, КМ 2000, 2003 в боулдеринге; бронзовый призёр ЧЕ 1992 в лазании на сложность.
- Шарафутдинов, Дмитрий Рафаилевич (1986; Свердловская обл.) — чемпион мира 2007, серебряный призёр КМ 2007, бронзовый призёр КМ 2008 в боулдеринге; бронзовый призёр ЧЕ 2006 в лазании на сложность.

2 августа
- Абрамчук, Юлия Павловна (1982; Санкт-Петербург) — чемпионка мира 2009, серебряный призёр ЧМ 2005, бронзовый призёр КМ 2004, 2005, 2008 в боулдеринге.

13 октября
- Синицын, Сергей Евгеьевич (1983; Свердловская обл.) — обладатель КМ 2007, 2009, серебряный призёр ЧЕ 2006, КМ 2005, 2006, 2008, бронзовый призёр ЧМ 2005, 2007 в лазании на скорость.
- Стенковая, Анна Валерьевна (1984; Свердловская обл.) — чемпионка Европы 2004, 2007, обладательница КМ 2005, серебряный призёр КМ 2003, 2004, 2009, бронзовый призёр ЧЕ 2008, КМ 2006, 2007 в лазании на скорость.
- Юрина, Валентина Олеговна (1985; Свердловская обл.) — обладательница КМ 2003, серебряный призёр ЧМ 2005, ЧЕ 2004, КМ 2005, 2006, бронзовый призёр ЧМ 2003, 2007, ЧЕ 2006, КМ 2002, 2009 в лазании на скорость.

### 2013
22 апреля
- Кокорин, Станислав Михайлович (1990; Тюменская обл.) — обладатель КМ 2010, 2012, серебряный призёр ЧМ 2011, ЧЕ 2010 в лазании на скорость, бронзовый призёр ЧМ 2011 в эстафете.

### 2014
6 октября
- Лёвочкина, Юлия Александровна (1990; Красноярский край) — чемпионка мира 2012, обладательница КМ 2010, серебряный призёр КМ 2012, бронзовый призёр ЧЕ 2013 в лазании на скорость.

### 2015
3 марта
- Абдрахманов, Сергей Рафитович (1990; Тюменская обл.) — чемпион Европы 2010, серебряный призёр ЧМ и КМ 2009, бронзовый призёр КМ 2011 в лазании на скорость, бронзовый призёр ЧМ 2011 в эстафете.

### 2016
12 сентября
- Гайдамакина, Алина Юрьевна (1990; Тюменская обл.) — чемпионка мира 2014, обладательница КМ 2012, 2013, бронзовый призёр КМ 2011 в лазании на скорость.
- Красавина, Мария Юрьевна (1990; Тюменская обл.) — чемпионка мира 2011, обладательница КМ 2014, 2015, серебряный призёр КМ 2011, бронзовый призёр ЧЕ 2015, КМ 2012 в лазании на скорость.

### 2017
26 июня
- Каплина Юлия Владимировна (1993; Тюменская обл.) — обладательница КМ 2016, серебряный призёр ЧМ 2012, ЧЕ 2015, КМ 2013, 2014, бронзовый призёр ЧМ 2016, КМ 2015 в лазании на скорость.

### 2018
28 ноября
- Цыганова, Анна Дмитриевна (1993; Красноярский край) — чемпионка мира 2016, Европы 2015, серебряный призёр ЧМ 2011, ЧЕ 2017 в лазании на скорость.

### 2021
13 октября
- Тимофеев, Дмитрий Вячеславович (1993; Пермский край) — победитель Всемирных игр 2013, бронзовый призёр ЧМ 2012, ЧЕ 2019, КМ 2018 в лазании на скорость.

### 2022
19 декабря
- Рубцов, Алексей Вячеславович (1988; Московская обл.) — чемпион мира 2009, бронзовый призёр Всемирных игр 2013, КМ 2016, 2017 в боулдеринге, чемпион Европы 2020 в многоборье.